# 椎骨切迹
椎骨切跡是位於椎弓根（pedicle of vertebral arch）上下的凹陷處。當脊椎接合時，鄰近骨頭的切跡便形成椎間孔。